# Зелёный Гай (Барановский район)
Зелёный Гай (укр. Зелений Гай) — село на Украине, основано в 1927 году, находится в Барановском районе Житомирской области.
Код КОАТУУ — 1820684602. Население по переписи 2001 года составляет 150 человек. Почтовый индекс — 12716. Телефонный код — 4144. Занимает площадь 6,003 км².

## Адрес местного совета
12716, Житомирская область, Барановский р-н, с.Радулин